# Karlstads orkesterförening
Karlstads orkesterförening är en orkesterförening i Karlstad grundad 1920. Under många år var det den enda symfoniorkestern i området.

## Historia
Karlstads orkesterförening grundades 1920 av en mix av militär- och restaurangmusiker samt amatörer. Dess dirigenter var under 1950-talet militärkapellmästarna Bertil Bergdahl och Bertil Ullbrandt. Under 1960-talet var Harry Sernklef, musikdirektör vid I2, klarinettsolist. Efter att dirigenten Heinz Freudenthal kontaktats 1960 för att ansvara för uppstarten av Karlstads musikskola rekryterade han stråklärarna Josef Aldén, Sigvard Stenberg, Göran Tidström och Jules de Vries som också engagerade sig i orkestern. De utgjorde därefter stommen i orkesterns stråksektion. Militärmusikerna fanns i blåsarstämmorna. 
År 1975 omorganiserades militärmusiken till Regionmusiken, orkestern blev då civil. De anlitades flitigt för medverkan i Karlstads domkyrka. Dess dirigenter var då Olle Ljungdahl och Yngve Sirén. Efter att producenten Tage Lundström tagit över som ordförande i orkestern började orkestern även höras i Sveriges Radios program Värmlandskväll.